# Ferrari 456
La Ferrari 456 est un modèle automobile construit par le constructeur automobile italien Ferrari entre 1992 et 2004. La présentation officielle du modèle a lieu au FF40 en 1992, lors de cet évènement organisé par le garage de Francorchamps en Belgique, qui fêtait ses 40 ans d'importation de Ferrari. Les célébrations ont eu lieu sur le circuit de Spa-Francorchamps en septembre 1992, où étaient réunis les beaux modèles de Ferrari, ainsi que les grands noms des pilotes de l'époque. La Ferrari 456 GT fut présentée pour la première fois au public le mois suivant à Paris avec un accueil immédiatement très positif, et les premières commercialisations ont suivi en 1993. Au total, quatre versions officielles différentes seront produites : la 456 GT, la 456 GTA, la 456M GT et la 456M GTA.

## Historique

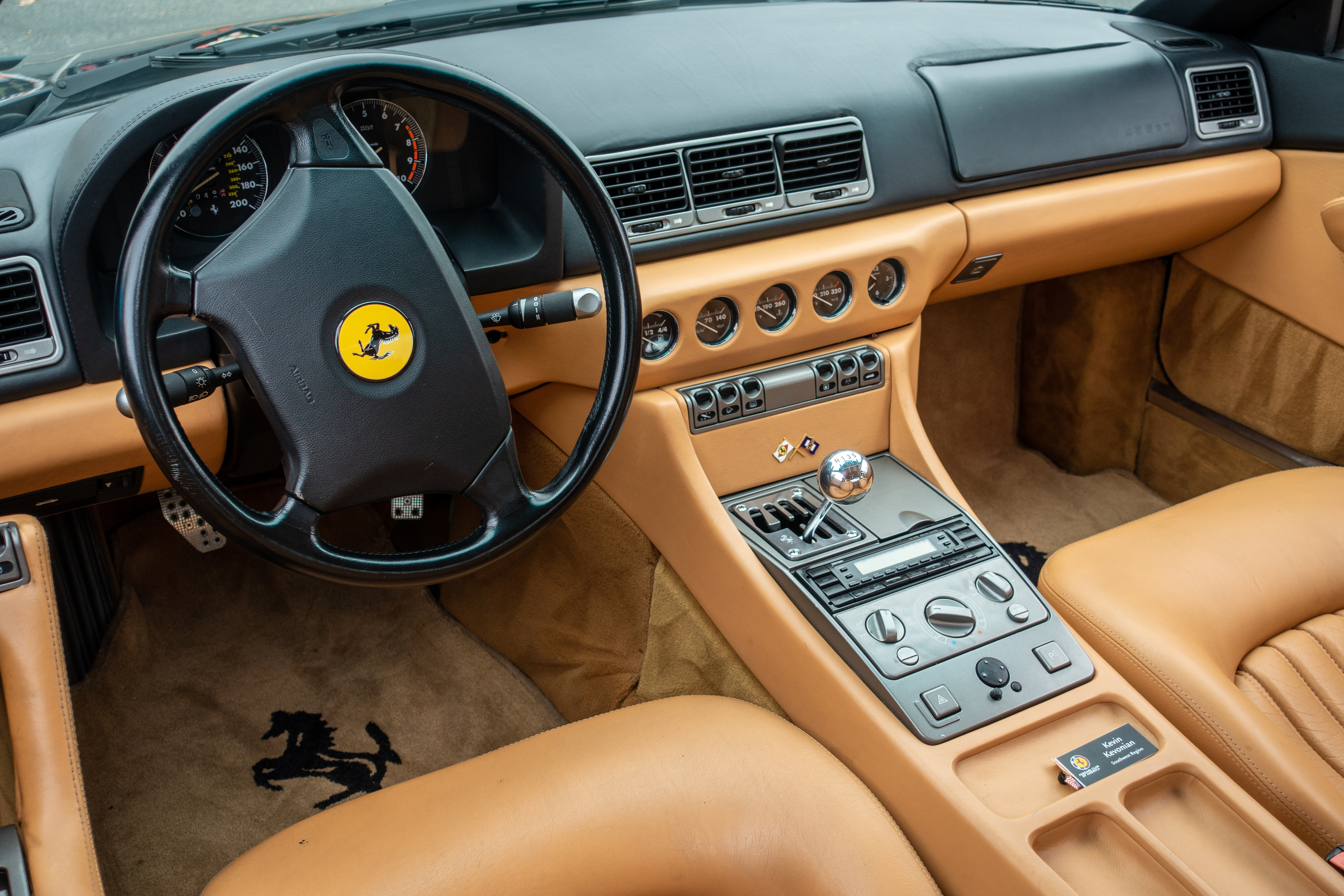
Habitacle Ferrari 456.

La 456 GT est dévoilée en septembre 1992 durant un diner de gala au palais du Cinquantenaire, dans le cadre du 40e anniversaire du garage Francorchamps, concessionnaire Ferrari à Bruxelles. Elle marque le retour de Ferrari aux voitures de grand tourisme 4 places (2+2) à moteur avant, absentes de sa gamme depuis l'arrêt de la production de la 412 trois ans plus tôt. Sa présentation représente un pari pour la marque, l'époque étant plutôt à la récession sur le marché des voitures de prestige. Décrite par la presse comme une Ferrari « familiale », elle permet à deux adultes de petite taille de s'assoir à l'arrière, tout en leur laissant un coffre raisonnable (300 dm3) pour leurs bagages. La voiture était commercialisée au prix de 1 300 000 Francs. Sa production cesse en 2004, pour laisser place à la 612 Scaglietti,.

## Caractéristiques
Dessinée par Pininfarina, la 456 possède une carrosserie en aluminium dont les lignes fluides et aérodynamiques ont été inspirées par la 365 GTB/4 Daytona retraçant ainsi l'histoire de la marque. À son lancement, la 456 GT était uniquement proposée avec une boite manuelle à 6 rapports, montée en position arrière avec un différentiel à glissement limité, selon le principe Transaxle. Ainsi la répartition des masses est idéale avec quasiment 50 % sur chaque essieu, conférant à la voiture un très bon comportement. Une version dotée d'une boite automatique à 4 rapports fera son apparition à partir de 1996 et sera proposée jusqu'à la fin de production du modèle. 
Campée sur des jantes à 5 branches d'une taille de 17", la 456 GT est équipée, en monte d'origine, de pneumatiques Bridgestone Expedia S-01 ou de Pirelli P Zero, différenciées entre l'avant (255/45 ZR 17) et l'arrière (285/40 ZR 17). La voiture est dotée de série d'un système de suspensions pilotées indépendantes, selon trois modes de réglage (soft, normal, hard) que l'on choisit manuellement via la console centrale. Une direction assistée variable avec asservissement à la vitesse est proposée de série tout comme un système ABS qui peut se déconnecter manuellement.
L'habitacle soigné est garni de Cuir Connolly (en) et les sièges avant sont à réglage électrique. Afin de satisfaire les occupants, tout le confort nécessaire était présent avec une climatisation automatique de série, un système audio à chargeur 10 CD dans le coffre et 8 haut-parleurs pour la restitution sonore. Les vitres sont également à commande électrique, tout comme le réglage et le désembuage des rétroviseurs. Un jeu de bagages en cuir de marque Schedoni, parfaitement adapté à la forme du coffre, est également proposé à la vente pour faciliter le transport.  
D'une manière générale, c'est un modèle qui s'avèrera être très fiable, avec une qualité de finition en hausse par rapport aux années précédentes et des performances de premier plan.

## Motorisation et performances
Sous le capot, le tout nouveau moteur, référencé à l'usine sous le numéro 116, est un V12 de 5 474 cm qui délivre 442 ch (325 kW) à 6 250 tr/min et le couple maximum de 550 N m est atteint dès 4 500 tr/min. Logé en position centrale avant, ce V12 présente un angle de V de 65° pour des valeurs course/alésage de 75 mm/88 mm, donnant la cylindrée unitaire de 456 cm3. Le taux de compression est de 10.6:1 avec double arbre à cames en tête et 4 soupapes par cylindre, le tout assuré par un système de lubrification à carter sec avec une gestion électronique de l'injection d'essence confiée au système Bosch Motronic 2.7 (moteur F116B) puis 5.2 (moteur F116C). 
Malgré le poids à sec affiché de 1 690 kg, les performances sont exceptionnelles avec plus de 300 km/h en vitesse maximum et un 0 à 100 km/h abattu en 5,2 s. Le kilomètre départ arrêté était quant à lui bouclé en 23,3 s. Enfin, le réservoir de carburant de 110 litres permet une autonomie confortable de l'ordre de 600 km en conduite normale.

## Modèles

### Ferrari 456 GT
La 456 GT est la dénomination initiale du modèle original. Extérieurement, ces versions sont reconnaissables principalement grâce à la présence des deux ouïes d'aération sur le capot moteur, logées juste derrière les phares avant rétractables, les cabochons de roues de couleur jaune ainsi que la présence d'un aileron arrière mobile, dissimulé en partie basse entre les quatre pots d'échappement. Cet aileron s'abaisse automatiquement à partir de 120 km/h pour améliorer la stabilité et l'adhérence de la voiture puis se replace en position haute dès que la voiture repasse sous les 80km/h. Intérieurement, la console centrale est pourvue de 5 cadrans qui fournissent les indications de température et pression d'huile, température d'eau, heure et la jauge de carburant. Disponible dans les premières années de sa commercialisation avec le fameux volant 3 branches en métal, héritage des modèles emblématiques passés de la marque. À partir de 1996, l'apparition d'un double système d'airbags nécessite de revoir légèrement la planche de bord côté passager pour intégrer la fonctionnalité et la forme du volant est redessinée avec montage 5 branches et un airbag central. 
Entre 1992 et 1998, 1536 exemplaires de cette version ont été produits.

### Ferrari 456 GTA
Lancée en 1996, la 456 GTA est la version à boite automatique de la 456 GT. Elle conserve le design intérieur et extérieur de la 456 GT. Cette option, proposée au catalogue à partir de l'année 1996, conserve la conception initiale selon le principe Transaxle dans laquelle une boite automatique à 4 rapports à convertisseur de couple est embarquée en lieu et place de la transmission manuelle des modèles GT. Les performances sont très légèrement revues à la baisse (5.5s annoncés pour le 0 à 100 km/h et 298km/h en vitesse maximale). 
Entre 1996 et 1998, 403 exemplaires sont commercialisés. 

### Ferrari 456M GT / 456M GTA

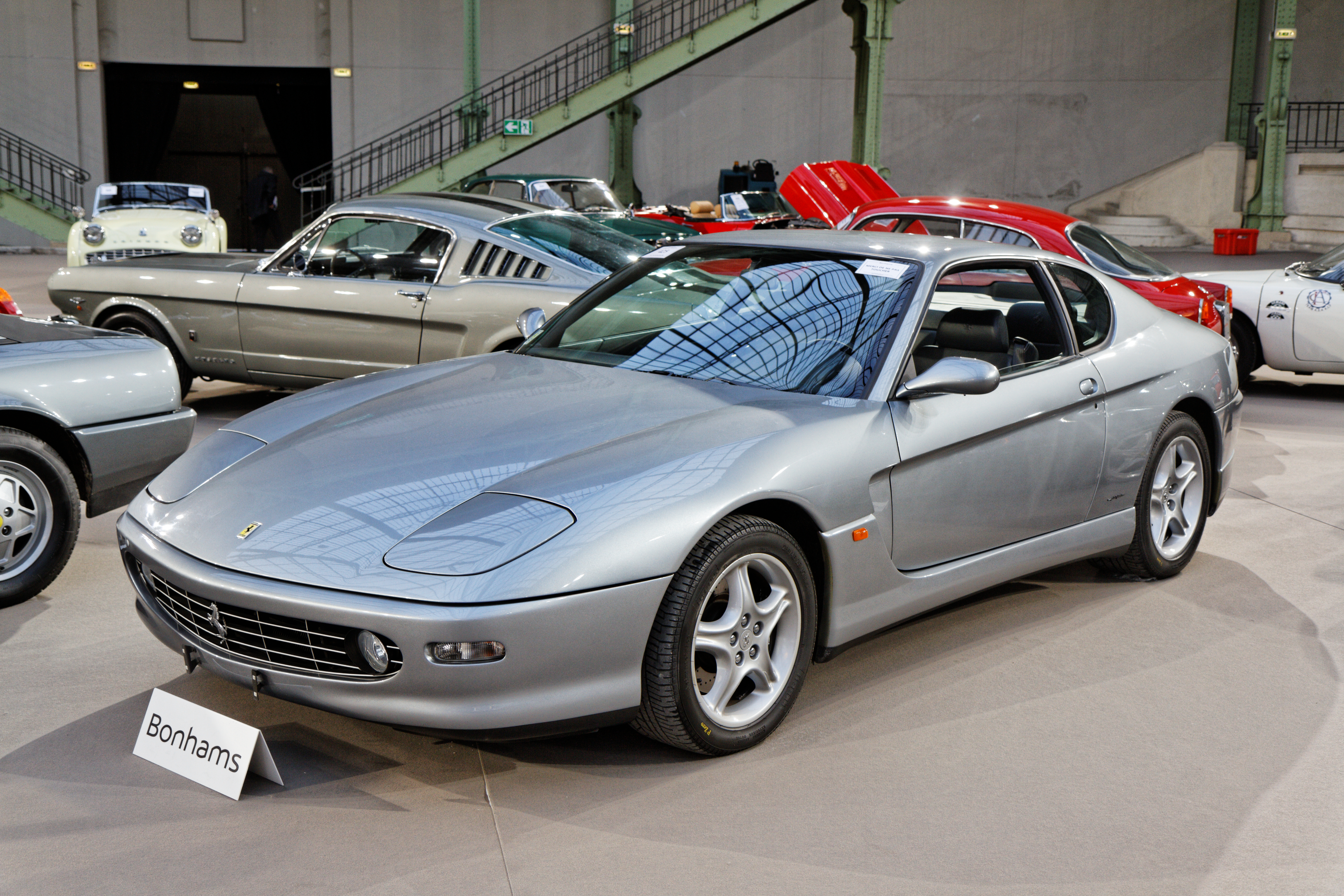
Une Ferrari 456 M GT au Grand Palais durant une vente Bonhams en février 2014.

Produite à partir de 1998, la 456M (« M » pour « modificata ») correspond à la deuxième phase de la 456. Les deux versions M GT et M GTA sont d'emblée au catalogue, permettant ainsi aux clients de choisir entre boite automatique ou boite manuelle. Les caractéristiques principales de la version GT sont conservées (bloc moteur, conception de l'habitacle, technologie embarquée...) et les modifications sont surtout d'ordre esthétique, pour coller notamment avec l'introduction en parallèle de la Ferrari 550 Maranello. 
A ce titre, les modifications principales sont : 
- pour la motorisation : un nouvel ordre d'allumage des cylindres
- pour l'extérieur : la suppression des deux prises d'air sur le capot avant qui est compensée par une calandre avant élargie ; la modification des clignotants et des feux de position sur le bouclier avant qui sont devenus ronds ; la disparition de l'aileron mobile à l'arrière ; les cabochons de roue monochromes en lieu et place des jaunes.
- pour l'intérieur : une refonte complète de la planche de bord avec une meilleure intégration des airbags et le retour à un volant 3 branches ; la conservation uniquement de 3 manomètres en partie centrale tandis que les 2 autres sont déportés dans le tableau de bord ; un nouvel autoradio ; l'accoudoir arrière qui peut être relevé avec disparition du rangement associé.

Entre 1998 et 2004, 688 exemplaires sont commercialisés en boite manuelle et 650 en boite automatique.

### Ferrari 456 GT Venice

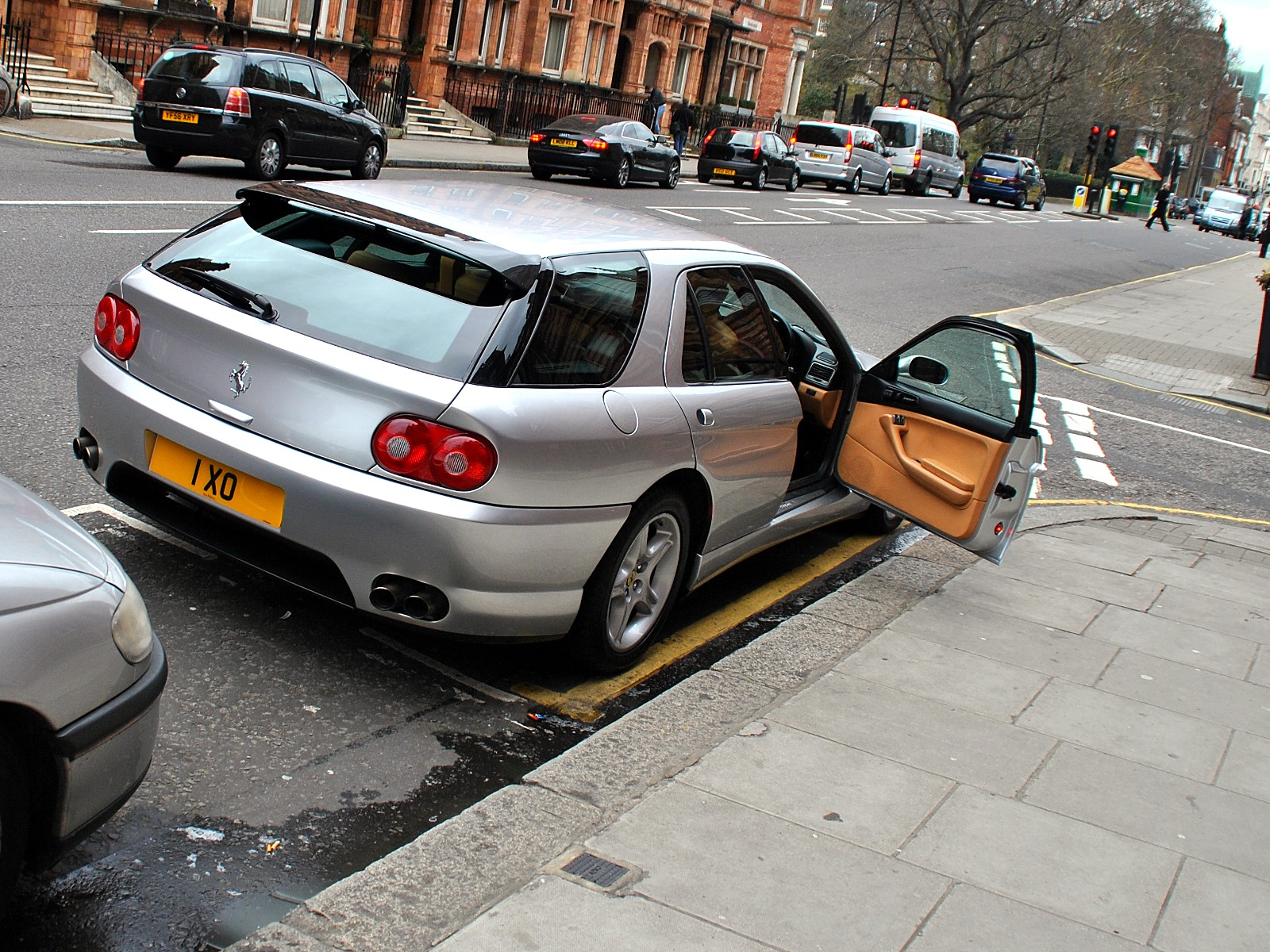
Ferrari 456 GT Venice.

La 456 GT Venice est la version spécialement produite pour le sultan de Brunei sur la base de la 456 GT. Il y en aurait en tout 14 exemplaires, tous en conduite à droite : 7 modèles en break 4 portes, 5 modèles en berline 4 portes et 2 modèles cabriolet. Sur la base d'une 456 GT, l'empattement aurait été rallongé et les portes avant raccourcies pour intégrer ces variantes.